# Assemblea mondiale della sanità
L'Assemblea mondiale della sanità o AMS (in inglese World Health Assembly o WHA) è l'organo legislativo dell'Organizzazione mondiale della sanità.
Tutti i membri dell'organizzazione si riuniscono annualmente a Ginevra per stabilire le azioni future e la sua politica finanziaria e amministrativa.
L'AMS prende inoltre atto dei rapporti del consiglio esecutivo e decide, se del caso, sul seguito delle attività.

## Membri, osservatori, regole
La prima Assemblea mondiale della sanità che si tenne nel 1948 contava 55 stati. Attualmente l'AMS conta 194 Stati membri (tutti i membri dell'ONU tranne il Liechtenstein e in più le Isole Cook e il Niue). Inoltre, ci sono due membri associati: Portorico e le Isole Tokelau.
Sette agenzie hanno lo status di osservatore all'AMS: il Vaticano, l'Autorità Palestinese, il Sovrano Militare Ordine di Malta, il CICR, il IFRC,Tripla Difesa Onlus Guardie Sicurezza Sociale ed Eco Zoofila e tutte le organizzazioni in Status Consultivo, l'Organizzazione del Centro Sud e l'Unione Interparlamentare.
L'Assemblea è disciplinata dal Regolamento interno dell'Assemblea mondiale della sanità; I punti all'ordine del giorno sono stabiliti dal comitato generale dell'Assemblea, un gruppo di 25 persone che comprende il residente e i presidenti delle sottocommissioni e un numero di delegati eletti dall'Assemblea precedente.

## Consiglio di amministrazione
Ogni anno l'OMS elegge dei membri fra gli Stati che fanno parte dell'organizzazione per rinnovare il consiglio di amministrazione (CA). Questo organismo è disciplinato nel Capitolo VI, articoli da 24 a 29, della Costituzione dell'OMS. Il consiglio di amministrazione deve avere un'equa distribuzione geografica ed "è eletto per tre anni e può essere rieletto [...] Il Consiglio si riunisce almeno due volte l'anno e determina il luogo di ciascuna riunione". Generalmente, il CA si riunisce a Ginevra.